# Ahmet Abakay

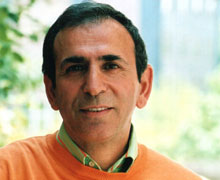
Ahmet Abakay

Ahmet Abakay (* 3. April 1950 in Divriği bei Sivas) ist ein türkischer Journalist, Schriftsteller und Vorsitzender des nationalen Verbandes zeitgenössischer Journalisten (Çağdaş Gazeteciler Derneği). Er ist der Autor der Bücher Hoşana'nın Son Sözü („Das letzte Wort Hoschanas“) und Bakan Danışmanı'nın Not Defteri („Notizbuch des Ministerberaters“). In seinem neuesten Buch Hoşana'nın Son Sözü von 2013 geht es um seine Mutter, die ihre armenische Identität Wochen vor ihrem Tod preisgab. Wegen der Veröffentlichung des Buches erntete Abakay harsche Kritik von Familienmitgliedern.

## Leben
Ahmet Abakay wurde als Sohn eines alevitischen Türken und einer Armenierin, die als Kind vor dem Völkermord an den Armeniern gerettet wurde, geboren. Er erhielt seine frühe Bildung an einer Sekundarschule in Erzincan. Er absolvierte die Universität Ankara, wo er schließlich graduierte. Er war Korrespondent zahlreicher verschiedener türkischer Zeitungen und Nachrichtenagenturen wie İsta Haber, Vatan, Anka und Özgür Gündem. Ahmet Abakay wurde zudem in die Gründung des Verbandes zeitgenössischer Journalisten der Türkei mit involviert. Die Vereinigung, dessen Gründungsmitglied Alaatin Orhan war, wurde am 23. Februar 1973 etabliert. Ahmet Abakay wurde 1982 zum Vorsitzenden gewählt. Mit dem Ende seines Vorsitzes 1989 hatte die Organisation 1.100 Mitglieder im ganzen Land. Von 1992 bis 2004 war er Presseberater im Ministerpräsidialamt und eines Staatsministers. Ahmet Abakay wurde 2005 erneut Vorsitzender des Verbands zeitgenössischer Journalisten und übt dieses Amt bis heute (Stand 2014) aus.
Ahmet Abakay, ein Kritiker der Behandlung von Journalisten in der türkischen Gesellschaft, erklärte, dass „diejenigen, die der Regierung nicht nahestehen, in den Medien nicht überleben können. Medienschaffende leben in Furcht.“
Ahmet Abakay ist verheiratet und hat eine Tochter.

## Schicksal seiner Mutter

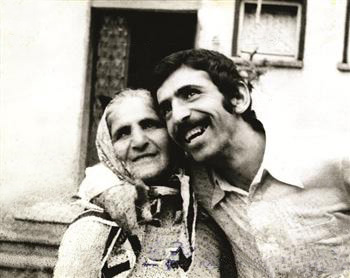
Ahmet Abakay und seine Mutter Hoşana

„Meine Mutter erzählte mir über ihre Geschichte vor 13 Jahren, und bald danach starb sie. Ich konnte dies erst zehn Jahre später niederschreiben, da ich zögerte. Ich schrieb es kaum auf, und brach beim Schreiben all der Kapitel, in denen ich steckte, in Tränen aus. Ich stellte mir nicht vor, dass es so sentimental für mich würde, es zu schreiben. Meine Mutter wurde wie ein unschuldiges Kätzchen vor der Tür einiger Leute gelassen, und dieser Gedanke füllte mich mit Trauer.“

 Ahmet Abakay schrieb im Jahre 2013 ein Buch mit dem Titel Hoşana'nın Son Sözü („Das letzte Wort Hoschanas“), das das Leben seiner Mutter mit dem Namen Hoşana beschreibt. In dem Buch veröffentlichte Ahmet Abakay, dass seine Mutter ihm Wochen vor ihrem Tod über ihre armenische Identität erzählte. Sie hielt es 82 Jahre lang geheim, da „sie in Furcht lebte.“ Die Mutter von Ahmet Abakay sagte ihm, dass er dieses Geheimnis niemandem verraten solle. Sie wurde vor dem Völkermord an den Armeniern 1915 im Osmanischen Reich gerettet, da sie als Kind vor die Tür eines alevitischen Türken geworfen wurde. Wegen seiner Veröffentlichungen erhielt Ahmet Abakay zahlreiche Drohungen von seiner Familie – und vor allem den Kindern seines Onkels, welcher sagten: „Wie wagst du es, unsere Tante Armenierin zu nennen und unsere Familienehre zu beleidigen. Du wirst den armenischen Teil deines Buches entfernen, sonst werden wir es aus den Regalen nehmen.“

## Werke
Einige von Ahmet Abakays Schriften sind:
- Politik Göçmenler (Amaç Yayınları, 1988)
- Bu Oyuna Gelmeyin (Amaç Yayınları, 1990)
- „Notizbuch des Ministerberaters“ (türkisch: Bakan Danışmanı'nın Not Defteri) (İmge Kitabevi Yayınları, 2008)
- „Das letzte Wort Hoschanas“ (türkisch Hoşana'nın Son Sözü) (2013)